# Operación Triunfo 2020
Operación Triunfo 2020, també conegut per les sigles OT 2020, és l'onzena edició (6 a TVE; 5 a Telecinco) del programa de televisió musical Operación Triunfo de la 1 de Televisió Espanyola. L'edició es va estrenar el 12 de gener de 2020 a les 22.00 a La 1.

## Desenvolupament
L'11 de juny de 2019, RTVE va confirmar a través de Twitter la renovació d'Operación Triunfo per una nova edició el primer trimestre de 2020.

### Càstings
En total, 10 601 persones es van presentar a les proves de selecció. Això representa una quantitat de 6 068 candidats menys que l'edició anterior.
| Data                  | Lloc                                                                      | Assistents    | Passen a la segona fase | Passen al càsting final |
| 7 d'octubre de 2019   | Sant Jordi Club (Barcelona)                                               | 1985 persones | 133                     | 31                      |
| 11 d'octubre de 2019  | Pavelló 6 de la Institució Firal de Canàries (Las Palmas de Gran Canaria) | 436 persones  | 47                      | 14                      |
| 14 d'octubre de 2019  | Fòrum Nord Pavelló 8 de la Fira de València (València)                    | 1419 persones | 65                      | 11                      |
| 17 d'octubre de 2019  | Pavelló Municipal de Son Ferragut (Palma)                                 | 321 persones  | 18                      | 7                       |
| 21 d'octubre de 2019  | Palacio de Deportes José María Martín Carpena (Màlaga)                    | 1035 persones | 50                      | 11                      |
| 24 d'octubre de 2019  | Cartuja Center Cite (Sevilla)                                             | 1408 persones | 49                      | 8                       |
| 28 d'octubre de 2019  | Bilbao Arena (Bilbao)                                                     | 732 persones  | 28                      | 10                      |
| 30 d'octubre de 2019  | Multiusos Fontes do Sar (Santiago de Compostel·la)                        | 612 persones  | 25                      | 5                       |
| 5 de novembre de 2019 | Pavelló Satèl·lit Madrid Arena (Madrid)                                   | 2653 persones | 79                      | 11                      |

La fase final del càsting va començar el 25 de novembre de 2019 a Barcelona i es va allargar durant tres dies.

### Mecànica
En aquesta edició, hi ha quatre novetats principals en la mecànica del concurs respecte a les dues edicions anteriors:
- Desapareix el límit de quatre nominats: tots poden ser nominats pel jurat.
- Els professors poden abstenir-se de salvar un dels nominats.
- El favorit ja no se salva directament. A canvi, té un privilegi respecte dels seus companys.
- El jurat també valora les cançons grupals.

## Equip

### Presentadors/es
Roberto Leal és l'encarregat de conduir les gales, tal com va fer a les edicions anteriors. A més, Noemí Galera i Ricky Merino s'ocupen de presentar "El chat".

### Professorat
El claustre de professors està format per:
- Noemí Galera, directora de l'Acadèmia.
- Manu Guix, director musical.
- Mamen Márquez, directora vocal i professora de tècnica vocal.
- Laura Andrés, coach vocal.
- Joan Carles Capdevila, coach vocal i professor de Llenguatge musical.
- Ivan Labanda, professor d'Interpretació.
- Zahara, professora de Cultura musical.
- Vicky Gómez, coreògrafa.
- Andrea Vilallonga, professora d'Imatge i protocol.
- Natalia Calderón, professora de Veu i moviment.
- Cesc Escolà, professor de Fitness.
- Cristian Jiménez i Mario Jiménez, professors de dansa urbana.
- Eirian James, professor d'anglès.
- Brian Sellei, mànager i assessor.

A més, hi ha una assignatura de Composició impartida cada setmana per un professional diferent.

### Jurat
- Nina, cantant i actriu.
- Natalia Jiménez, cantant i vocalista de La Quinta Estación.
- Javier Llano, director de Cadena 100, conseller i director músico-cultural de la cadena COPE.
- Javier Portugués "Portu", A&R de Sony Music.

## Emissió
- Gales:
  - Dimecres: a La 1 i TVE Internacional a les 22.00.
  - Dissabte: repetició de la gala anterior a les 10.30 a La 1.
- Xats:
  - Només finalitzar les gales en directe (00.45) aLa 1 i TVE Internacional.
- Altres continguts:
  - Canal 24 h OT de 8.30 a 23.00 a YouTube.
  - Resum diari de dilluns a dijous la temporada 01.00 de la matinada i els divendres a les 03.15 a Clan, i també al canal de YouTube d'RTVE.

## Concursantes Operacion triunfo 2020
| N.                              | Concursant                  | Edat    | Residència                 |
| 1                               | Nía Correia                 | 26 anys | Las Palmas de Gran Canaria |
| 2                               | Flavio Fernández            | 19 anys | Múrcia                     |
| 3                               | Eva B                       | 19 anys | Sada                       |
| 4                               | Ana Julieta "Anaju" Calavia | 25 anys | Alcanyís                   |
| 5                               | Hugo Cobo                   | 20 anys | Còrdova                    |
| 6                               | Maialen Gurbindo            | 25 anys | Pamplona                   |
| 7                               | Samantha Gilabert           | 25 anys | Beniarrés                  |
| 8                               | Bruno Carrasco              | 25 anys | Alcalá de Henares          |
| 9                               | Gèrard Rodríguez            | 20 anys | Ceuta                      |
| 10                              | Jesús Rendón                | 24 anys | Barbate                    |
| 11                              | Rafael "Rafa" Romera Amil   | 23 anys | Adamuz                     |
| 12                              | Anne Lukin                  | 18 anys | Pamplona                   |
| 13                              | Javy Ramírez                | 21 anys | Barbate                    |
| 14                              | Nicolás "Nick" Martínez     | 19 anys | Santa Coloma de Gramenet   |
| 15                              | Eliane "Eli" Sánchez        | 19 anys | Las Palmas de Gran Canaria |
| 16                              | Ariadna Tortosa             | 18 anys | Sant Joan Despí            |
| Aspirants eliminats a la Gala 0 |                             |         |                            |
| 17                              | Valeria "Valery" Gómez      | 22 anys | Elx                        |
| 18                              | Adrián Acuña                | 23 anys | Palma                      |

## Taula d'estadístiques setmanal
|          | Gala 0    | Gala 1   | Gala 2    | Gala 3    | Gala 4   | Gala 5   | Gala 6    | Gala 7    | Gala 8   | Gala 9   | Gala 10  | Gala 11   | Gala 12   | Gala Final | Gala Final |
| -------- | --------- | -------- | --------- | --------- | -------- | -------- | --------- | --------- | -------- | -------- | -------- | --------- | --------- | ---------- | ---------- |
| Nía      | Entra     | Salvada  | Salvada   | Salvada   | Salvada  | Favorita | Salvada   | Salvada   | Salvada  | Exempta  | Salvada  | Finalista | Finalista | Pòdium     | Guanyadora |
| Flavio   | Entra     | Salvat   | Favorit   | Salvat    | Salvat   | Nominat  | Salvat    | Nominat   | Salvat   | Exempt   | Nominat  | Candidat  | Finalista | Pòdium     | Segon      |
| Eva      | Entra     | Favorita | Salvada   | Salvada   | Nominada | Salvada  | Nominada  | Salvada   | Salvada  | Exempta  | Nominada | Finalista | Finalista | Pòdium     | Tercera    |
| Anaju    | Entra     | Salvada  | Nominada  | Salvada   | Nominada | Salvada  | Salvada   | Nominada* | Nominada | Exempta  | Salvada  | Candidata | Finalista | Quarta     |            |
| Hugo     | Entra     | Salvat   | Salvat    | Favorit   | Salvat   | Nominat° | Nominat   | Salvat    | Nominat  | Exempt   | Salvat   | Finalista | Finalista | Cinquè     |            |
| Maialen  | Entra     | Salvada  | Salvada   | Nominada  | Salvada  | Salvada  | Salvada   | Salvada   | Favorita | Exempta  | Salvada  | Candidata | Expulsada |            |            |
| Samantha | Entra     | Nominada | Salvada   | Nominada  | Favorita | Salvada  | Salvada   | Salvada   | Nominada | Favorita | Nominada | Candidata | Expulsada |            |            |
| Bruno    | Entra     | Salvat   | Salvat    | Salvat    | Salvat   | Nominat  | Nominat   | Salvat    | Immune   | Exempt   | Nominat  | Expulsat  |           |            |            |
| Gèrard   | Entra     | Salvat   | Nominat   | Salvat    | Salvat   | Salvat   | Favorit   | Nominat   | Nominat  | Exempt   | Expulsat |           |           |            |            |
| Jesús    | Entra     | Salvat   | Salvat    | Salvat    | Salvat   | Salvat   | Salvat    | Nominat   | Expulsat |          |          |           |           |            |            |
| Rafa     | Entra     | Nominat  | Nominat   | Salvat    | Salvat   | Nominat  | Nominat   | Expulsat  |          |          |          |           |           |            |            |
| Anne     | Entra     | Salvada  | Salvada   | Nominada  | Nominada | Nominada | Expulsada |           |          |          |          |           |           |            |            |
| Javy     | Entra     | Salvat   | Salvat    | Salvat    | Nominat  | Expulsat |           |           |          |          |          |           |           |            |            |
| Nick     | Entra     | Nominat  | Salvat    | Nominat   | Expulsat |          |           |           |          |          |          |           |           |            |            |
| Eli      | Entra     | Salvada  | Nominada  | Expulsada |          |          |           |           |          |          |          |           |           |            |            |
| Ariadna  | Entra     | Nominada | Expulsada |           |          |          |           |           |          |          |          |           |           |            |            |
| Valery   | Eliminada |          |           |           |          |          |           |           |          |          |          |           |           |            |            |
| Adri     | Eliminat  |          |           |           |          |          |           |           |          |          |          |           |           |            |            |

     Aspirant que entra en l'Acadèmia per decisió del jurat.
     Aspirant que en l'Acadèmia per decisió dels professors.
     Aspirant que entra en l'Acadèmia via televot.
     Aspirant eliminat de la Gala 0 via televot.
     Concursant fora de l'Acadèmia
     Concursant eliminat via televot.
     Concursant nominat.
     Concursant proposat pel jurat per abandonar l'acadèmia, però salvat pel professorat.
     Concursant proposat pel jurat per abandonar l'acadèmia, però salvat pels companys.
     Concursant amb l'estatus d'immune cedit pel favorit de la setmana.
     Favorit de la setmana via aplicació mòbil.
     Candidat a favorit de la setmana via aplicació mòbil amb el segon nombre de vots major.
     Candidat a favorit de la setmana via aplicació mòbil amb el tercer nombre de vots major.
     Concursant exempt de ser nominat i/o expulsat degut a la suspensió temporal del concurs per la pandèmia de COVID-19.
     Candidat per a esdevindre finalista.
     Finalista elegit que avança a la següent fase del concurs.
     Finalista elegit pel jurat.
     Finalista elegit pel televot.
     Finalista fora del pòdium.
     3r/a finalista.
     2n/a finalista.
     Guanyador/a.
º: Candidat a favorit i nominat en la mateixa setmana.
*: Favorit i nominat en la mateixa setmana.

### Expulsions
El públic vota per salvar al seu concursant favorit/a, per tant, l'expulsat/ada és el/la concursant amb menor percentatge:
- Gala 0: Adri / Valery
- Gala 2: Nick (66%) / Ariadna (34%)
- Gala 3: Rafa (94%) / Eli (6%)
- Gala 4: Maialen (57%) / Nick (43%)
- Gala 5: Anaju (57%) / Javy (43%)
- Gala 6: Flavio (44%) / Bruno (30%) / Anne (26%)
- Gala 7: Hugo (46%) / Bruno (29%) / Rafa (25%)
- Gala 8: Gèrard (81%) / Jesús (19%)
- Gala 10: Hugo (57%) / Gèrard (43%)
- Gala 11: Flavio (78%) / Bruno (22%)
- Gala 12: Flavio (36%) / Maialen (33%) / Samantha (31%)
- Gala Final (1a ronda): Nía (32%), Flavio (24%) i Eva (16%) / Anaju (15%) i Hugo (13%)
- Gala Final (2a ronda): Nía (45%) / Flavio (32%) i Eva (23%)

## Gales
L'edició constarà de catorze gales, tal com en la passada edició. A diferència de les edicions de 2017 i 2018, no hi haurà una gala especial dedicada a Eurovisió, a causa de l'elecció interna per part d'RTVE del cantant Blas Cantó.

### Gales i audiències
| Data                | Dia      | Programa | Estructura del programa                                                | Espectadors | Share  |
| ------------------- | -------- | -------- | ---------------------------------------------------------------------- | ----------- | ------ |
| 12 de gener de 2020 | Diumenge | Gala 0   | Presentació / Entrada dels 16 concursants / Eliminació d'Adri i Valery | 1 824 000   | 13,0 % |
| 19 de gener de 2020 | Diumenge | Gala 1   | Eva favorita / Nominació de Nick i Ariadna                             | 1 866 000   | 12,6 % |
| 26 de gener de 2020 | Diumenge | Gala 2   | Flavio favorit / Nominació de Rafa i Eli / Expulsió d'Ariadna          | 1 797 000   | 12,6 % |
| 2 de febrer de 2020 | Diumenge | Gala 3   | Hugo favorit / Nominació de Maialen i Nick / Expulsió d'Eli            | 1 736 000   | 12,3 % |